# Боднарук Іван Петрович
Іван Петрович Боднарук (15 травня 1910 — 1977) — український архітектор.

## Життєпис
Іван Боднарук народився 15 травня 1910 року в селі Стовпчатові (воєводство Станиславів) у родині заможних селян Петра та Гафії. Батько Петро воював за Австрію в Першій світовій війні й загинув 1914 року. Іван був наймолодшим у родині, мав трьох старших сестер Параску, Марію та Юстину.
Навчався у Стопчатівській початковій школі. 1928 року закінчив першу українську гімназію в місті Коломиї. На гроші від продажу своєї частини родинного маєтку навчався в Краківській академії мистецтв (1931—1936 роки), де здобув звання архітектора. Практику проходив у свого професора в Кракові, а потім відкрив свою приватну архітектурну робітню, де працював до осені 1939 року.
Влітку 1942 року кооператив Українське народне мистецтво у Львові проводив конкурс на найкращий проєкт українських меблів. Іван Боднарук зі своїм проєктом "Гуцулка" посів на ньому третє місце й отримав 1000 злотих.
15 червня 1943 року Іван Боднарук переїхав з Кракова до Коломиї. На конкурсній основі пішов працювати вчителем Державної школи деревного промислу, де викладав „рисунок“, „геометрію“ та „будівництво“. 5 серпня 1944 року обійняв посаду головного інженера житлоуправління. Згодом працював головним інженером комунального господарства, начальником київської філії "Облпроекту" в місті Коломиї. 1946 року вступив до Спілки радянських архітекторів СРСР. Працював у комунгоспі, відділі архітектури міськвиконкому (1953—1970 рр.), а пізніше — в обласному управлінні містобудування та архітектури[джерело?].
1950 року разом з львівським скульптором Євгеном Дзиндрою створив пам'ятник Тарасові Шевченкові в Шепарівцях (був автором його архітектурної частини).
Іван Боднарук працював у напрямі ландшафтної та монументальної архітектури, об'ємного проектування, оформлення інтер'єрів. Особливих успіхів досяг у популяризації народної дерев'яної архітектури, використанні гуцульських народних традицій будівництва в сучасній українській архітектурі. Він став гідним продовжувачем справи відомого галицького архітектора другої половини ХІХ — початку ХХ століть Івана Левинського щодо використання «гуцульського колориту» у вітчизняній архітектурі[джерело?].
Згадує відомий архітектор з Івано-Франківська, лауреат Шевченківської премії Григорій Петрович Будзик: 

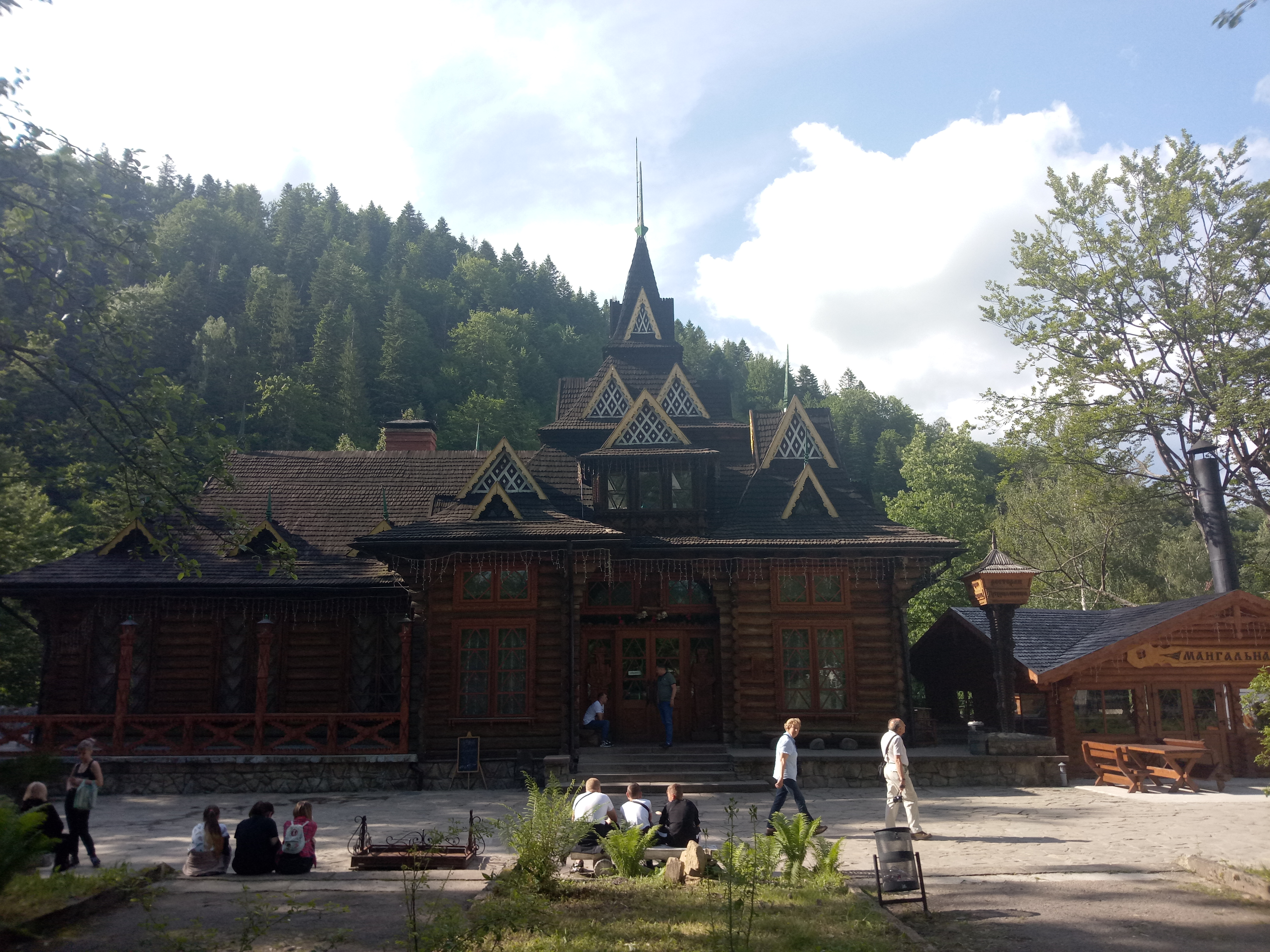
Ресторан-музей "Гуцульщина" Яремче

«У кожному творі архітектора вражає скрупульозна авторська графіка. Це вплив Краківської академії мистецтв. Він була безкомпромісна людина. В його характері не було фальші, говорив завжди те, що думав. Пишаюся, що в цій земній мандрівці я мав змогу зустрітись з митцем, „батьком“ регіональної гуцульської архітектури».

### Доробок
За його проектами збудовано:
- літній кінотеатр в Коломиї (1951 р.),
- пам'ятник Тарасові Шевченкові в селі Шепарівцях(1954 р.),
- ресторан «Гуцульщина» в Яремчі (1956 р.),
- туристичну базу «Гуцульщина» в Яремчі (1963 р.),
- базу відпочинку у Підлютому на Рожнятівщині[джерело?],
- лісництво в Старій Гуті Богородчанського району[джерело?],
- розроблено проект реконструкції центрального майдану в Коломиї — площі Відродження (1967 р.).

## Пам'ять

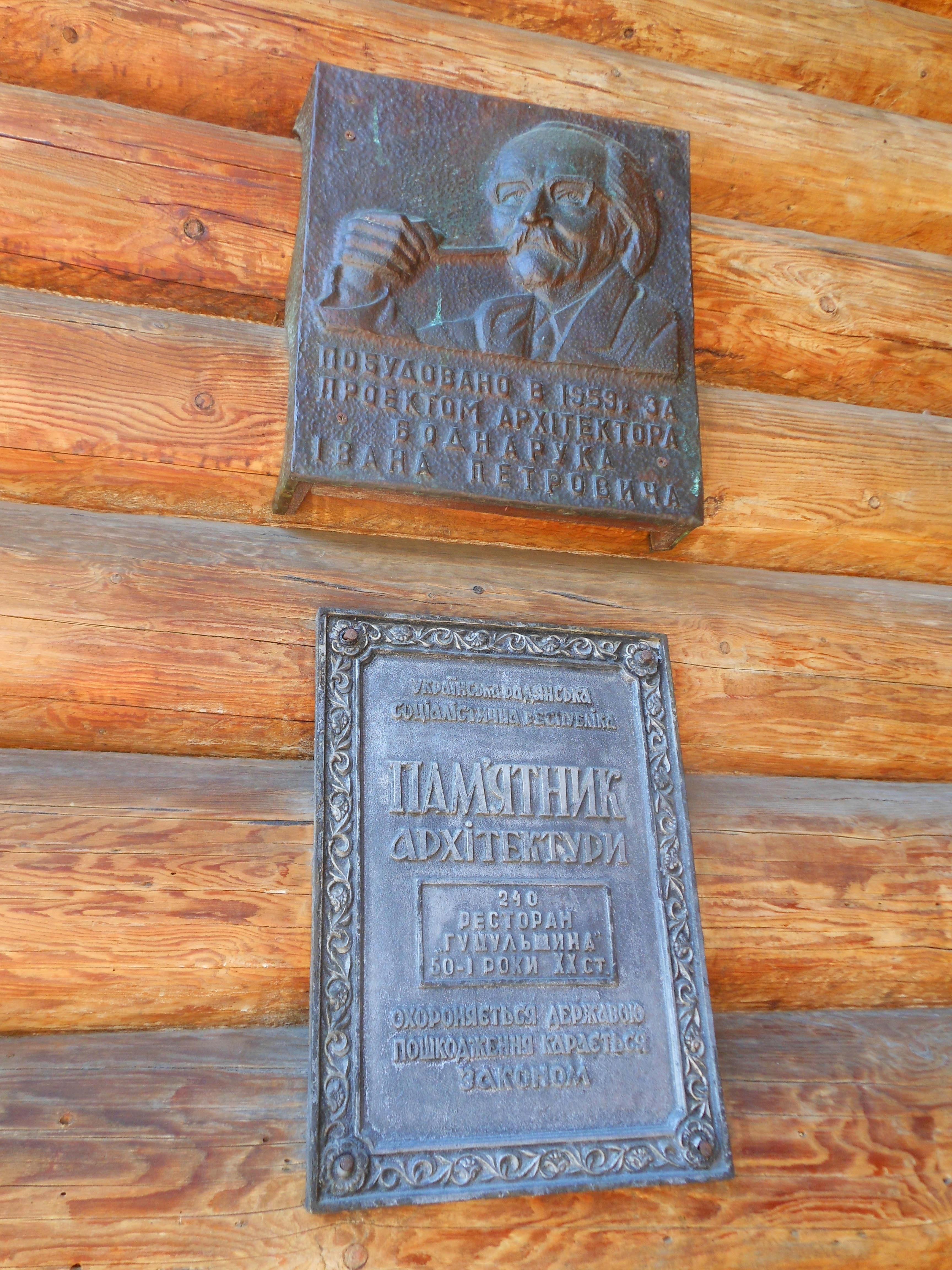

25 травня 1996 року біля входу до ресторану «Гуцульщина» в Яремчі встановлено меморіальну дошку, яку виконав Василь Вільшук у техніці карбованої міді.